# Mettatjärnarna (Stensele socken, Lappland, 724635-154012)
Mettatjärnarna är en sjö i Storumans kommun i Lappland och ingår i Umeälvens huvudavrinningsområde.